# Ga công viên lễ hội ánh trăng Songdo
Công viên Lễ hội Ánh trăng Songdo (Tiếng Hàn: 송도달빛축제공원역, Hanja: 松島달빛祝祭公園驛) là ga tàu điện ngầm Tuyến 1 của Tàu điện ngầm Incheon ở Yeonsu-gu, Incheon, Hàn Quốc. Nó khai trương vào ngày 12 tháng 12 năm 2020 và trở thành nhà ga cuối.

## Lịch sử
- 1 tháng 6 năm 2020: Tên ga được xác nhận là Công viên Lễ hội Ánh trăng Songdo[3]
- 12 tháng 12 năm 2020: Hoạt động kinh doanh bắt đầu với việc khai trương đoạn giữa Khu thương mại quốc tế và Công viên lễ hội ánh trăng Songdo[2][4]

## Bố trí ga
| Khu Thương mại Quốc tế ↑ |
| \| N/B                   |
| Bắt đầu·Kết thúc         |

| Hướng Bắc | ● Incheon tuyến 1 | ← Hướng đi Gyeyang    |
| Hướng Nam | ● Incheon tuyến 1 | → Kết thúc tại ga này |